# 12247 Michaelsekerak
12247 Michaelsekerak è un asteroide della fascia principale. Scoperto nel 1988, presenta un'orbita caratterizzata da un semiasse maggiore pari a 3,0392251 au e da un'eccentricità di 0,1762004, inclinata di 1,26975° rispetto all'eclittica.